# 北勝鬨準人
北勝鬨 準人（きたかちどき はやと、1966年1月1日 - ）は、北海道帯広市大空町出身で伊勢ノ海部屋に所属した元大相撲力士。本名は久我 準人（くが はやと）。身長183cm、体重148kg。得意手は右四つ、寄り。最高位は西前頭3枚目（1994年3月場所）。好物は卵焼き、趣味はサッカー観戦。現在は年寄・伊勢ノ海。

## 来歴

### 生い立ち・現役時代
帯広市立大空中学校ではサッカー部に所属し、ゴールキーパーを務めた。卒業後北海道帯広柏葉高等学校（定時制）に入学するも受験の失敗を理由に我慢できず、1ヶ月で中退し伊勢ノ海部屋に入門した。1981年5月場所に初土俵を踏んだ。同期生には元関脇の若翔洋で現在は格闘家の馬場口洋一（元WAKASHOYO）がいる。幕下時代から有望力士として期待され、1987年1月場所で十両に昇進。昭和40年代生まれ初の関取となる。1989年1月場所で新入幕、平成初の新入幕力士の一人となる。バランスの取れた体格から将来の大器と嘱望されたが、稽古不足もあってか幕内と十両を往復する生活が続いた。1991年9月場所、6度目の入幕でようやく幕内に定着する。
左上手を浅く取っての型は良かったが勝ち味が遅く、素質は充分あったが三役昇進は果たせなかった。結局、幕内での二桁勝利は一度もなく、三賞も受賞できず1998年5月場所を最後に十両に陥落した。十両の土俵でも健闘していたが、幕下に陥落した2000年9月場所前に現役を引退した。年寄・勝ノ浦を師匠から取得して襲名し、伊勢ノ海部屋付きの親方として後進の指導に当たる。なお、北勝鬨の引退により100年以上続いた道産子関取が途絶えた。
四股名に「北勝」とつくことから現在でも八角部屋出身と間違われることが多い。四股名の由来は競走馬の“キタノカチドキ”から来ている。同馬のように強くなりたかったからだという。

### 伊勢ノ海部屋を継承
2011年9月場所千秋楽の9月25日、師匠の11代伊勢ノ海が65歳で停年（定年）退職を迎えることを受けて同日付で12代伊勢ノ海へ年寄名跡を変更すると共に、同部屋を継承することとなった。ちなみに11代とは出身地が同じ北海道十勝（11代は帯広市の隣の音更町出身）というつながりがある。
2020年9月場所、1949年から続く現在の伊勢ノ海部屋では初となる外国人力士が入門。因みに、11代伊勢ノ海の頃は方針上外国人力士を入門させる意向はなかった。1部屋1人の外国出身枠や部屋の伝統を考えると悩ましかったが「入門前に面接をしたら真面目でいい子だった。2人のOBもいるから大丈夫。この子に限って引き受けた」と受け入れを決意したという。
部屋継承以降中々直弟子が育たなかったが、2024年11月場所に若碇が新十両昇進を決め、待望の子飼いの関取となった。その若碇は2025年7月場所で藤ノ川と改名して幕内に昇進した。

### 日本相撲協会理事として
2022年3月に日本相撲協会の理事に就任、地方場所担当部長（大阪）となる。2023年5月場所後の霧島鐵力（霧馬山鐵雄から改名）の大関昇進伝達式では、協会理事として使者を務めた。

## 主な成績
- 通算成績：710勝732敗22休 勝率.492
- 幕内成績：331勝389敗15休 勝率.460
- 現役在位：116場所
- 幕内在位：49場所[1]
- 各段優勝
  - 幕下優勝：1回（1986年11月場所）

### 場所別成績
| | 一月場所 初場所（東京） | 三月場所 春場所（大阪） | 五月場所 夏場所（東京） | 七月場所 名古屋場所（愛知） | 九月場所 秋場所（東京） | 十一月場所 九州場所（福岡） |
| --- | ----------------------- | ----------------------- | ----------------------- | --------------------------- | ----------------------- | --------------------------- |
| 1981年 （昭和56年） | x                       | x                       | （前相撲）              | 東序ノ口31枚目 5–2          | 東序二段121枚目 4–3     | 東序二段97枚目 5–2          |
| 1982年 （昭和57年） | 東序二段59枚目 4–3      | 西序二段35枚目 2–5      | 西序二段60枚目 6–1      | 西三段目85枚目 5–2          | 東三段目50枚目 4–3      | 東三段目28枚目 4–3          |
| 1983年 （昭和58年） | 東三段目16枚目 1–6      | 東三段目51枚目 0–0–7    | 西序二段12枚目 6–1      | 西三段目44枚目 4–3          | 東三段目28枚目 3–4      | 東三段目44枚目 4–3          |
| 1984年 （昭和59年） | 東三段目33枚目 2–5      | 西三段目61枚目 6–1      | 東三段目13枚目 5–2      | 東幕下48枚目 4–3            | 西幕下33枚目 3–4        | 西幕下46枚目 5–2            |
| 1985年 （昭和60年） | 西幕下26枚目 5–2        | 西幕下12枚目 3–4        | 東幕下19枚目 3–4        | 東幕下31枚目 3–4            | 西幕下39枚目 5–2        | 西幕下23枚目 4–3            |
| 1986年 （昭和61年） | 東幕下13枚目 5–2        | 西幕下6枚目 2–5         | 西幕下21枚目 4–3        | 西幕下15枚目 4–3            | 東幕下10枚目 6–1        | 東幕下2枚目 優勝 7–0        |
| 1987年 （昭和62年） | 西十両9枚目 9–6         | 西十両6枚目 9–6         | 西十両5枚目 8–7         | 西十両4枚目 7–8             | 東十両6枚目 8–7         | 東十両4枚目 7–8             |
| 1988年 （昭和63年） | 西十両5枚目 8–7         | 東十両3枚目 6–9         | 東十両8枚目 8–7         | 西十両4枚目 6–9             | 東十両9枚目 9–6         | 東十両4枚目 10–5            |
| 1989年 （平成元年） | 東前頭13枚目 6–9        | 西十両2枚目 9–6         | 西前頭13枚目 8–7        | 西前頭10枚目 5–10           | 西十両筆頭 9–6          | 西前頭13枚目 6–9            |
| 1990年 （平成2年） | 西十両筆頭 10–5         | 東前頭13枚目 6–9        | 東十両2枚目 7–8         | 西十両3枚目 6–9             | 東十両7枚目 8–7         | 西十両3枚目 8–7             |
| 1991年 （平成3年） | 西前頭14枚目 8–7        | 西前頭10枚目 7–8        | 東前頭13枚目 5–10       | 西十両筆頭 8–7              | 西前頭13枚目 8–7        | 西前頭9枚目 9–6             |
| 1992年 （平成4年） | 東前頭4枚目 6–9         | 西前頭7枚目 6–9         | 西前頭10枚目 8–7        | 西前頭7枚目 7–8             | 西前頭9枚目 8–7         | 東前頭5枚目 7–8             |
| 1993年 （平成5年） | 西前頭7枚目 7–8         | 西前頭8枚目 8–7         | 西前頭4枚目 休場 0–0–15 | 西前頭4枚目 5–10            | 東前頭9枚目 6–9         | 東前頭14枚目 8–7            |
| 1994年 （平成6年） | 西前頭8枚目 8–7         | 西前頭3枚目 6–9         | 西前頭5枚目 6–9         | 東前頭8枚目 7–8             | 西前頭10枚目 7–8        | 東前頭13枚目 9–6            |
| 1995年 （平成7年） | 西前頭7枚目 7–8         | 東前頭10枚目 7–8        | 東前頭12枚目 9–6        | 東前頭5枚目 4–11            | 東前頭12枚目 8–7        | 東前頭10枚目 8–7            |
| 1996年 （平成8年） | 西前頭6枚目 5–10        | 東前頭12枚目 9–6        | 東前頭4枚目 4–11        | 東前頭9枚目 8–7             | 西前頭4枚目 4–11        | 西前頭9枚目 8–7             |
| 1997年 （平成9年） | 西前頭5枚目 6–9         | 東前頭7枚目 6–9         | 西前頭11枚目 7–8        | 西前頭13枚目 7–8            | 西前頭14枚目 8–7        | 西前頭11枚目 8–7            |
| 1998年 （平成10年） | 西前頭10枚目 7–8        | 東前頭13枚目 8–7        | 東前頭11枚目 5–10       | 東十両筆頭 4–11             | 東十両7枚目 7–8         | 西十両9枚目 8–7             |
| 1999年 （平成11年） | 東十両8枚目 8–7         | 東十両2枚目 3–12        | 西十両9枚目 10–5        | 西十両3枚目 8–7             | 西十両筆頭 7–8          | 西十両2枚目 5–10            |
| 2000年 （平成12年） | 西十両5枚目 9–6         | 東十両3枚目 6–9         | 西十両5枚目 4–11        | 西十両10枚目 5–10           | 東幕下3枚目 引退 0–0–0  | x                           |
| 各欄の数字は、「勝ち-負け-休場」を示す。 優勝 引退 休場 十両 幕下 三賞：敢=敢闘賞、殊=殊勲賞、技=技能賞 その他：★=金星 番付階級：幕内 - 十両 - 幕下 - 三段目 - 序二段 - 序ノ口 幕内序列：横綱 - 大関 - 関脇 - 小結 - 前頭（「#数字」は各位内の序列） |                         |                         |                         |                             |                         |                             |

### 幕内対戦成績
| 力士名   | 勝数 | 負数 | 力士名   | 勝数 | 負数 | 力士名   | 勝数 | 負数  | 力士名   | 勝数 | 負数 |
| -------- | ---- | ---- | -------- | ---- | ---- | -------- | ---- | ----- | -------- | ---- | ---- |
| 蒼樹山   | 3    | 4    | 安芸乃島 | 4    | 11   | 安芸ノ州 | 3    | 2     | 曙       | 0    | 2    |
| 朝乃翔   | 5    | 6    | 朝乃若   | 4    | 7    | 旭里     | 1    | 0     | 旭豊     | 3    | 6    |
| 板井     | 3    | 2    | 恵那櫻   | 2    | 2    | 巨砲     | 6    | 2     | 小城錦   | 6    | 8    |
| 小城ノ花 | 5    | 7    | 魁皇     | 0    | 2    | 春日富士 | 7    | 7     | 巌雄     | 5    | 2    |
| 旭鷲山   | 3    | 3    | 旭天鵬   | 1    | 1    | 旭道山   | 8    | 7     | 鬼雷砲   | 9    | 9    |
| 霧島     | 3    | 6    | 起利錦   | 1    | 2    | 久島海   | 5    | 5     | 剣晃     | 6    | 3    |
| 高望山   | 2    | 0    | 五城楼   | 3    | 2    | 琴稲妻   | 14   | 13    | 琴ヶ梅   | 5    | 3    |
| 琴椿     | 4    | 3    | 琴錦     | 1    | 5    | 琴ノ若   | 7    | 7     | 琴富士   | 10   | 4    |
| 琴別府   | 6    | 9    | 琴龍     | 3    | 4    | 小錦     | 4    | 7     | 逆鉾     | 1    | 2    |
| 薩洲洋   | 1    | 0    | 敷島     | 5    | 3    | 陣岳     | 2    | 3     | 大輝煌   | 1    | 0    |
| 大至     | 3    | 4    | 太寿山   | 1    | 0    | 大翔鳳   | 7    | 2     | 大翔山   | 2    | 5    |
| 大善     | 3    | 6    | 大飛翔   | 0    | 1    | 貴闘力   | 4    | 6     | 貴ノ浪   | 2    | 11   |
| 貴乃花   | 0    | 14   | 孝乃富士 | 3    | 2    | 隆三杉   | 12   | 9     | 多賀竜   | 1    | 2    |
| 大刀光   | 0    | 1    | 立洸     | 2    | 1    | 玉海力   | 4    | 1     | 玉春日   | 0    | 3    |
| 玉龍     | 0    | 1    | 千代大海 | 1    | 1    | 常の山   | 1    | 0     | 出島     | 0    | 1    |
| 寺尾     | 10   | 10   | 闘牙     | 0    | 1    | 時津洋   | 7    | 3     | 栃東     | 0    | 1    |
| 栃司     | 0    | 2    | 栃乃洋   | 1    | 1    | 栃乃藤   | 1    | 0     | 栃乃和歌 | 7    | 9    |
| 巴富士   | 2    | 5    | 智ノ花   | 3    | 3    | 豊ノ海   | 4    | 2     | 浪乃花   | 6    | 5    |
| 花ノ国   | 0    | 6    | 濱ノ嶋   | 8    | 8    | 肥後ノ海 | 5    | 4     | 富士乃真 | 1    | 1    |
| 星岩涛   | 1    | 0    | 舞の海   | 10   | 9    | 三杉里   | 6    | 12(1) | 水戸泉   | 6    | 8    |
| 湊富士   | 6    | 6    | 武蔵丸   | 0    | 6    | 武双山   | 2    | 3     | 大和     | 0    | 4    |
| 力櫻     | 3    | 3    | 両国     | 4    | 1    | 若翔洋   | 7    | 1     | 若瀬川   | 3    | 6    |
| 若の里   | 0    | 1    | 若ノ城   | 2    | 3    | 若乃花   | 4    | 9     | 和歌乃山 | 1    | 2    |

## 改名歴
- 久我 準人（くが はやと）1981年5月場所～1986年11月場所
- 北勝鬨 準人（きたかちどき－）1987年1月場所～2000年9月場所

## 年寄変遷
- 勝ノ浦 準人（かつのうら はやと）2000年9月～2011年9月
- 伊勢ノ海 準人（いせのうみ-）2011年9月～
  - 日本相撲協会公式サイトおよびその前身の「goo大相撲」では襲名から2016年7月場所まで「伊勢ノ海隼人」と誤記されていた。

## エピソード
- 2004年11月14日、この日初日を迎えた11月場所で業務をしていた際、会場である福岡国際センター付近の歩道にて無差別での襲撃を狙っていた暴漢に襲われる。しかし勝ノ浦（当時）は全治3日の怪我を負いながらもその暴漢を取り押さえ、駆けつけた警察官に引き渡した。